# Кавказький календар
«Кавказький календар» (рос. дореф. «Кавказскій календарь») — щорічне видання в Російській імперії, яке виходило в Тифлісі з 1845 по 1916 роки. Був першим серійним довідником з Кавказу.

## Історія
«Кавказький календар» був першим серійним довідником з Кавказу. Видавався в Тифлісі. Перший його випуск був виданий в 1845 році друкарнею Головного управління Закавказьким краєм. Виходив раз на рік (на наступний рік).
У «Кавказькому календарі» містилася велика кількість етнографічних та історичних матеріалів. Розглядалися питання народної освіти, сільськогосподарських культур, містилися відомості про звичаї кавказьких народів, їх віросповідання і багато іншого. Крім того, був присутній, так званий, розділ «Хронологічне показання», що містить хронологічний перелік значущих дат в історії Кавказу починаючи з найдавніших часів. Значне місце в ньому також приділялася статистичними (включаючи дані про чисельність населення краю), довідковим і адресним відомостями про Кавказький край, включаючи Дагестанську, Кубанську і Терськую області, а також Чорноморську і Ставропольську губернії.
«Кавказький календар» користувався величезним інтересом у населення. Як відзначав кореспондент газети " Кавказ ", — «Народ щороку з нетерпінням чекає чергового „Кавказького календаря“». Його також використовували в якості путівника і необхідного довідника мандрівники, дослідники і різні особи, відряджені на Кавказ.
Останній випуск «Кавказького календаря» вийшов в 1916 році.

## Редактори
Редакторами «Кавказького календаря» в різний час були — К. А. Задолинний (1867—1868), головний редактор Кавказького статистичного комітету Н. К. Зейдлиц (1869),П. Н. Роборовський (1870—1878), дійсний статський радник Шавров (1879—1881), старший редактор статистичного відділу при статистичному комітеті колезький (з 1891 — статський) радник Е. І. Кондратенко (1885—1904), старший редактор Статистичного відділу Д. Д. Пагірєв (1905—1907), віцедиректор канцелярії В. В. Стратонов (1908—1909), А. А. Ельзенгер (1912—1914), Н. П. Стельмащук (1912—1916).

## Ілюстрація

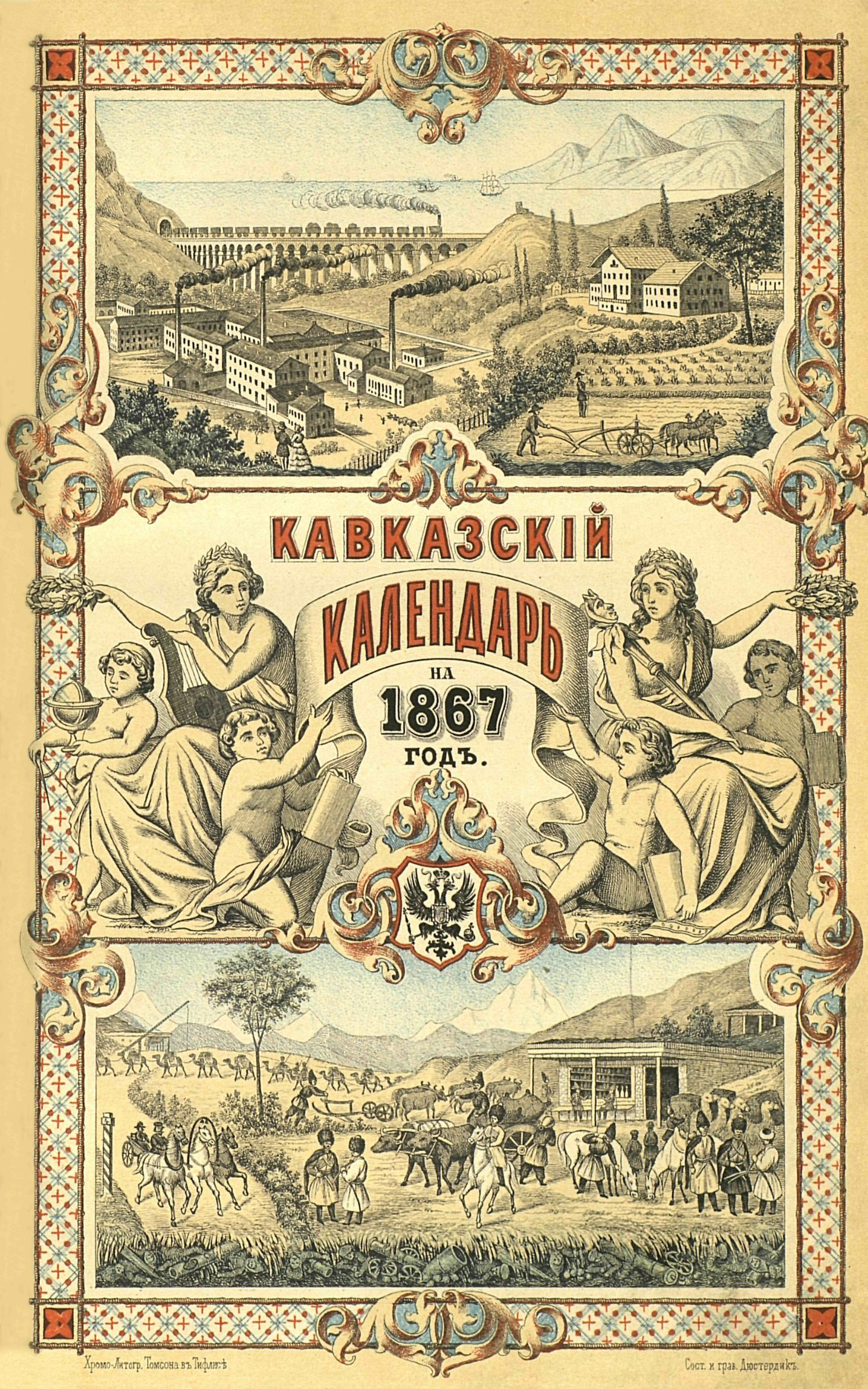
... на 1867 рік
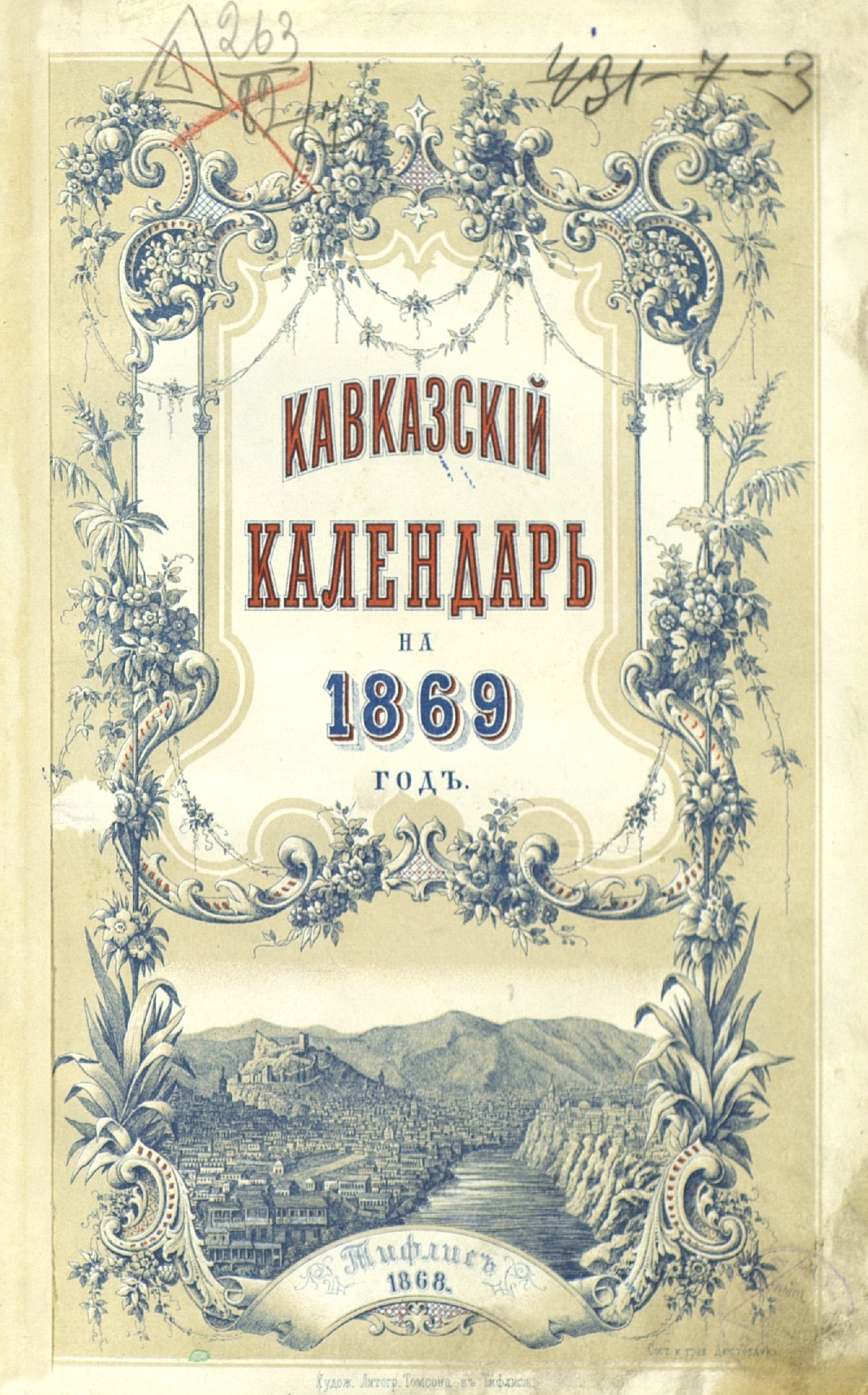
... на 1869 рік
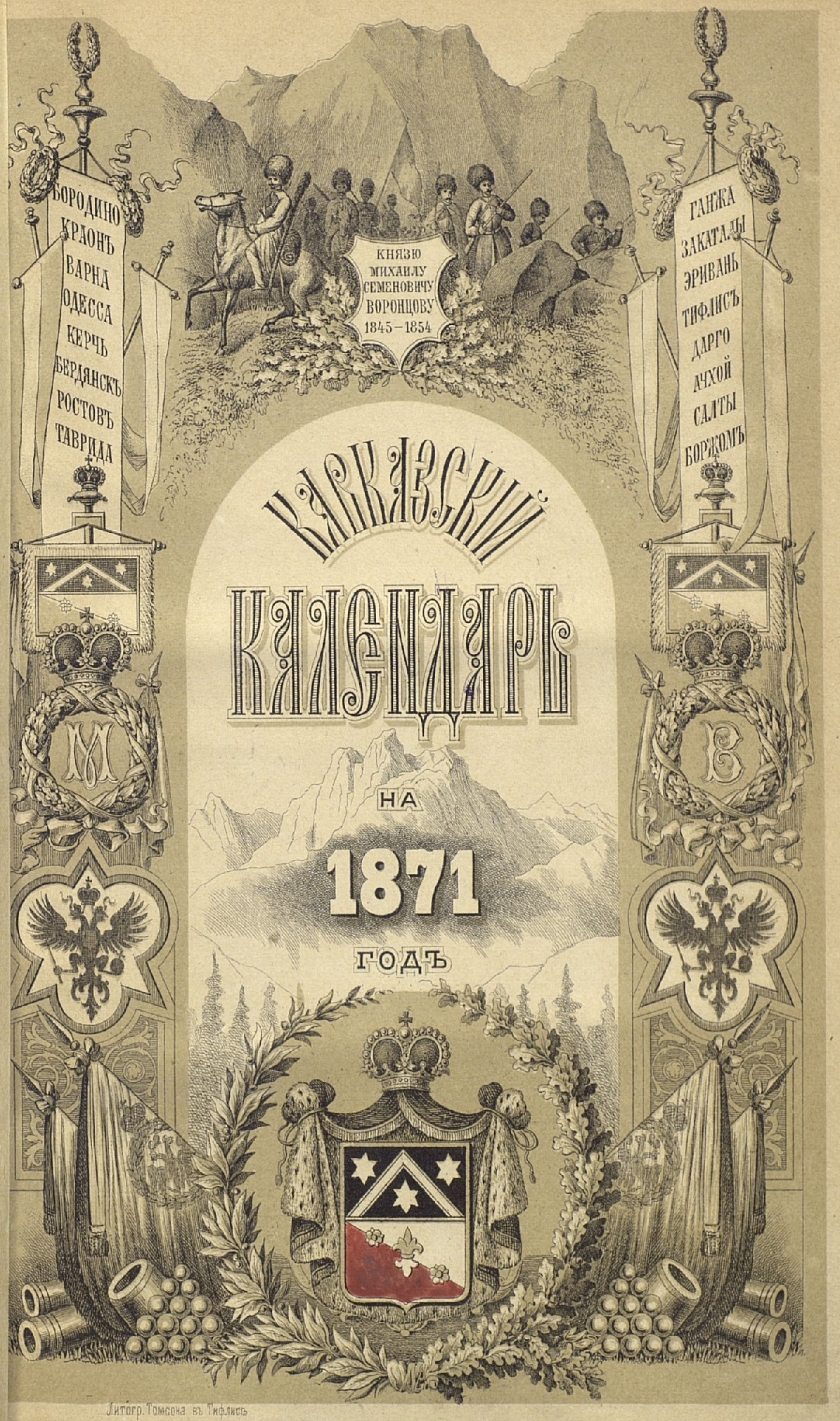
... на 1871 рік
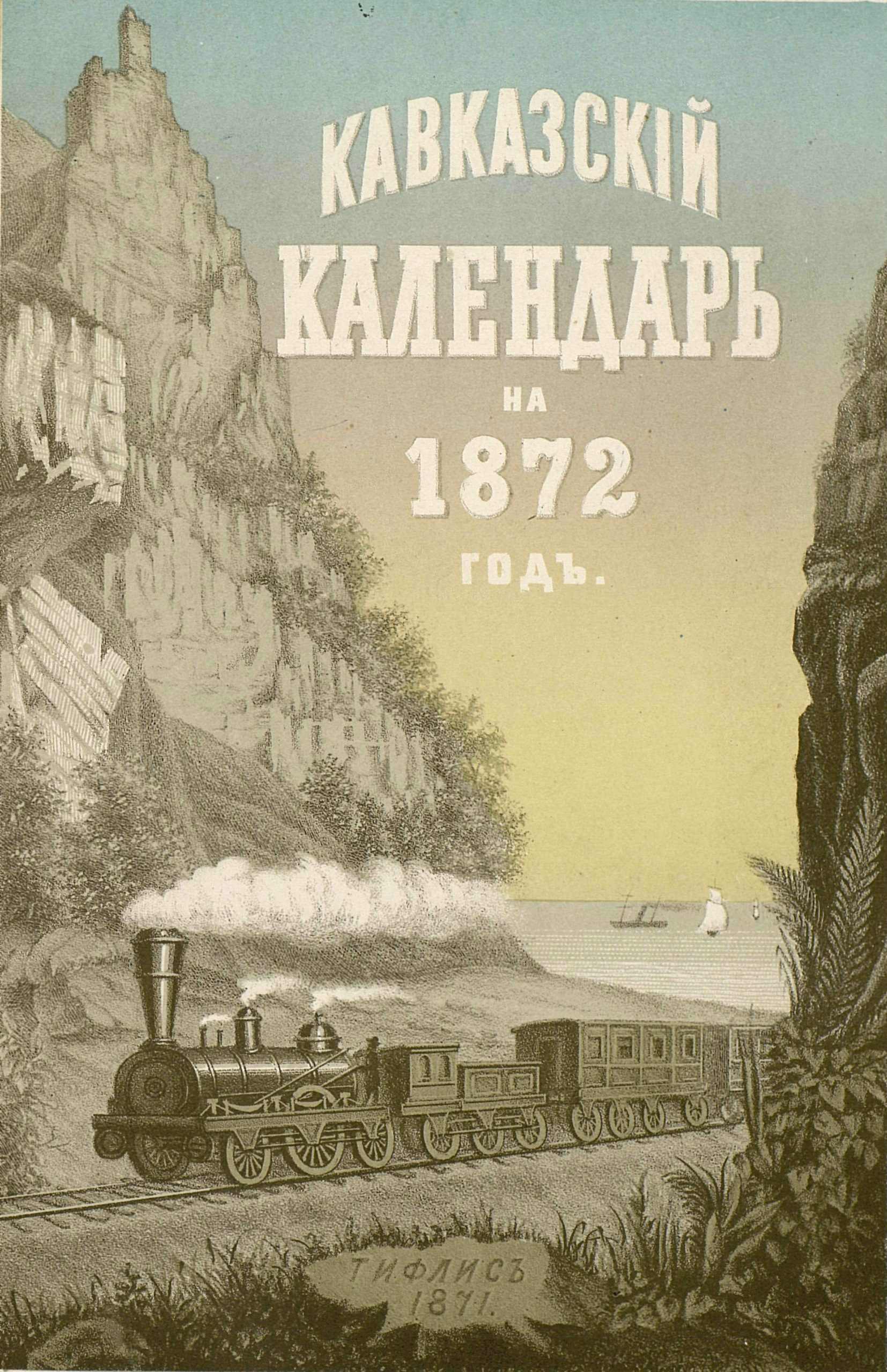
... на 1872 рік
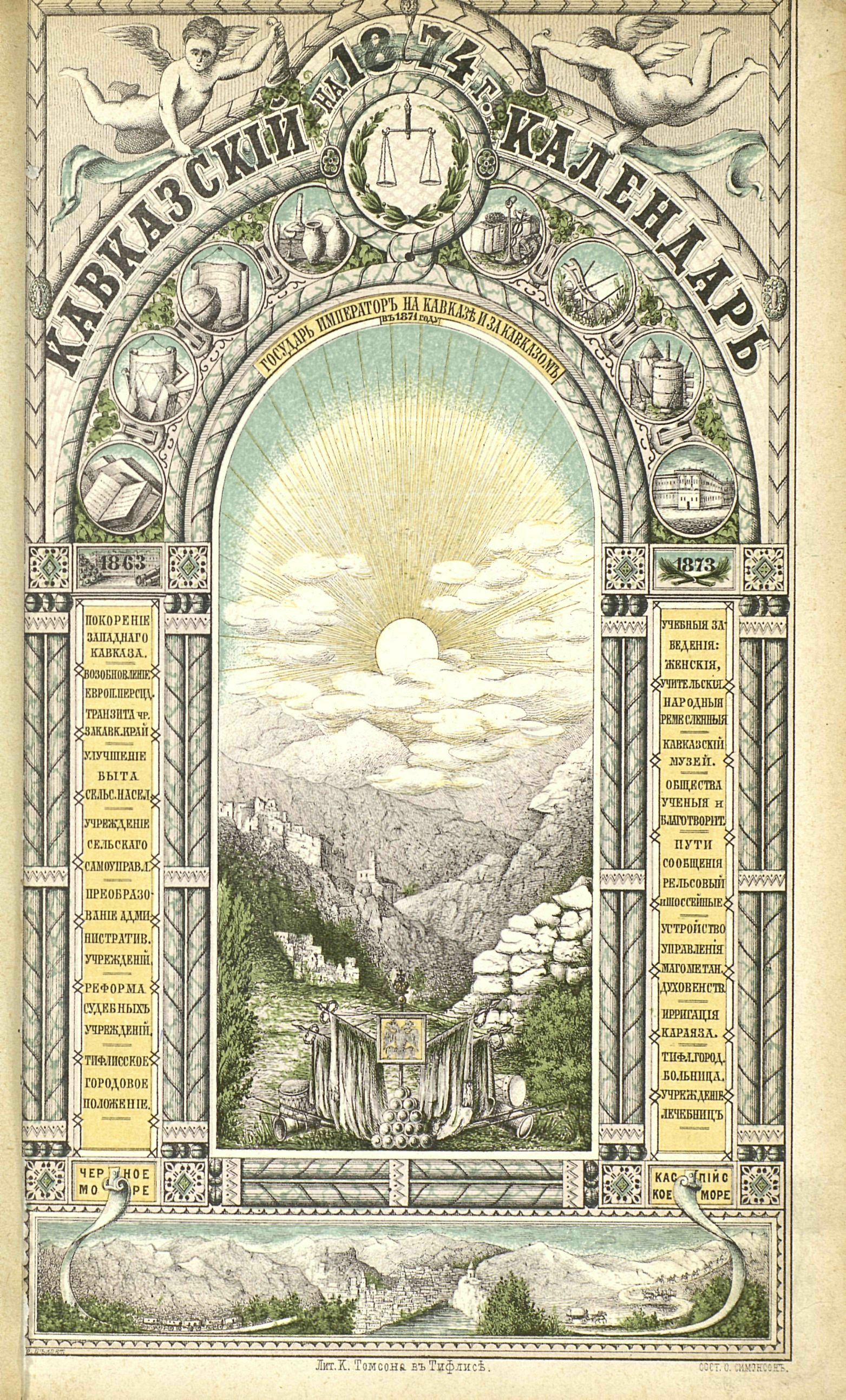
... на 1874 рік
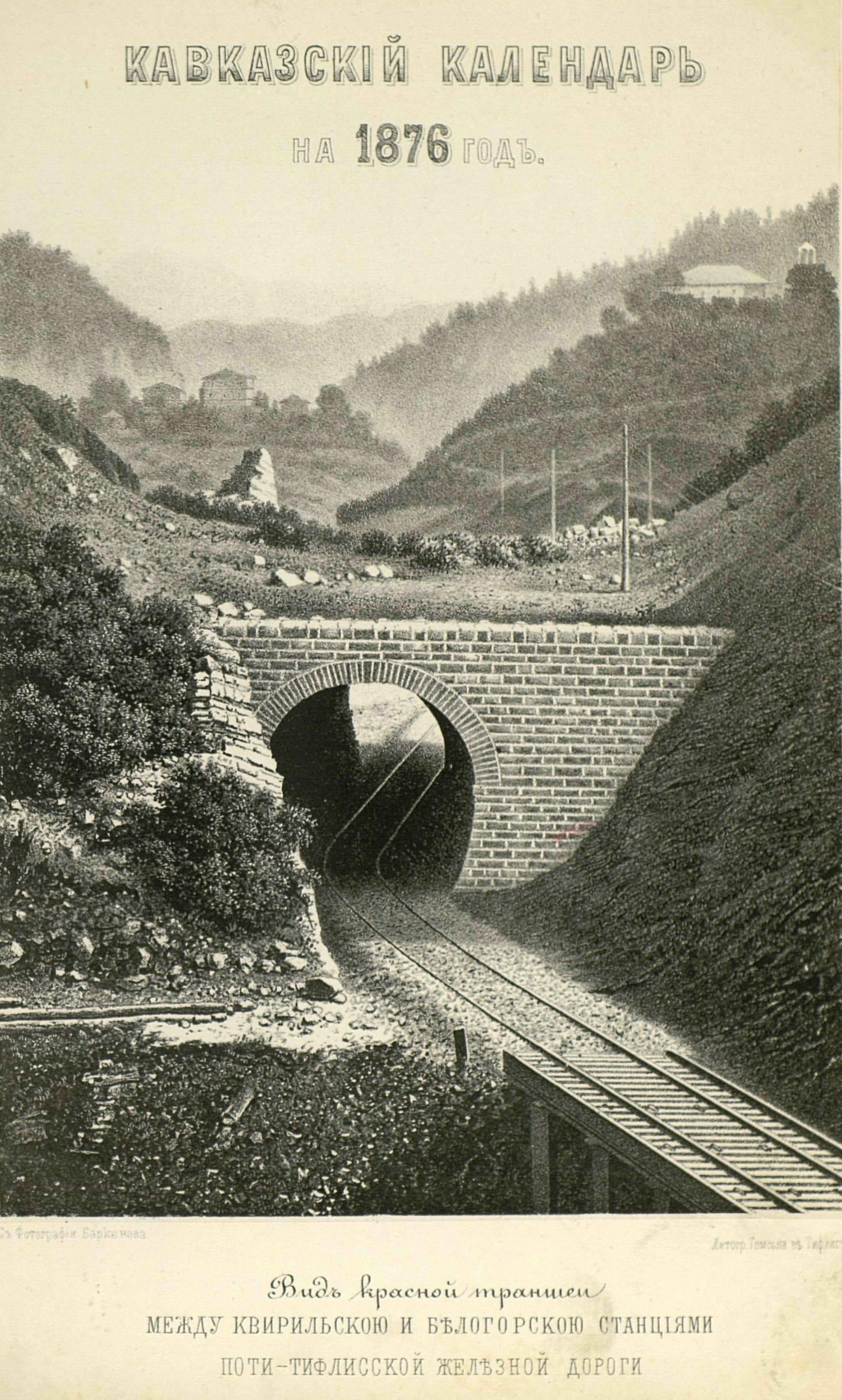
... на 1876 рік
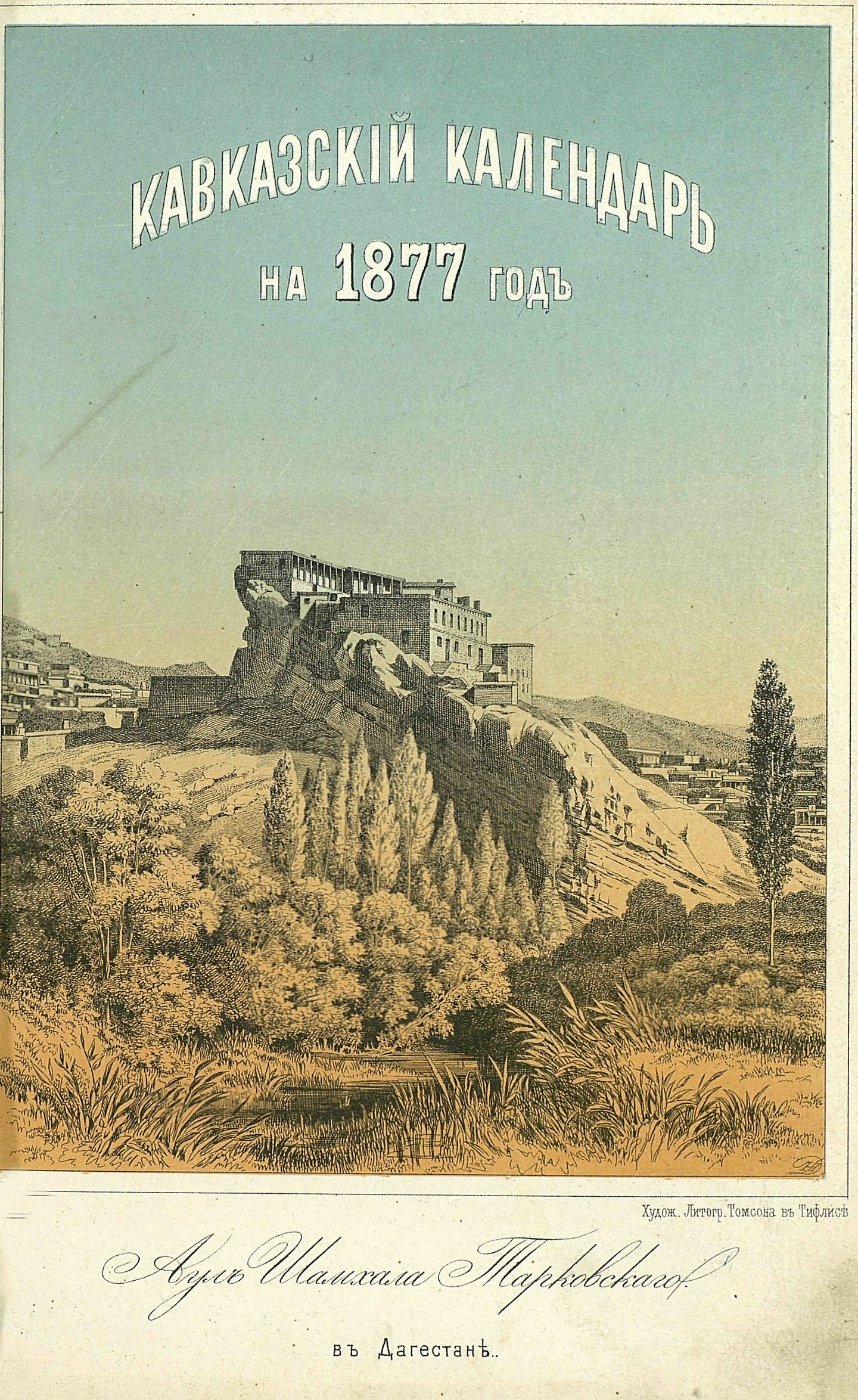
... на 1877 рік
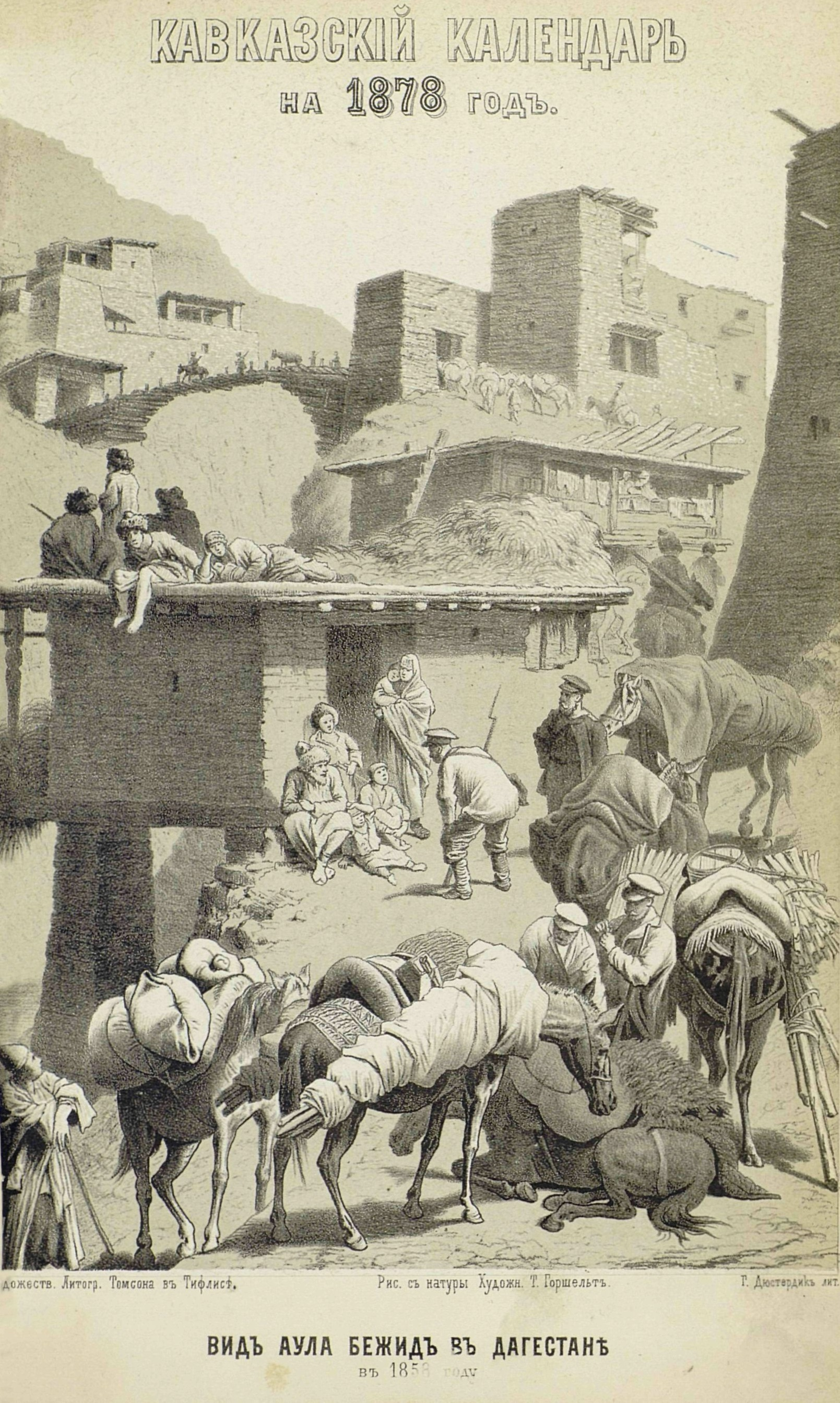
... на 1878 рік